# Конец Бриджит Маккин
«Конец Бриджит Маккин» — немой короткометражный фильм неизвестного режиссёра. Премьера состоялась 2 марта 1901 года в США.

## Сюжет
Бриджит МакКин наливает керосин в духовку и взрывается. Далее виднеется её могила.
Фильм снимался в Нью-Йорке.